# Blindbach (Triesenegger Bach)
Der Blindbach ist ein rechter Nebenfluss des Triesenegger Baches, in den er beim Ortszentrum von Blindenmarkt in Niederösterreich mündet.
Der Blindbach entspringt nördlich der Rotte Kleinwolfstein (Gemeinde Neustadtl an der Donau) und fließt in südliche Richtung ab. Auf seinem Lauf speist er mehrere Teiche, betreibt die Öhlsitzmühle und mündet danach in Blindenmarkt in den Triesenegger Bach.